# Relações entre Abecácia e Venezuela
Relações entre Abecásia e Venezuela refere-se às relações bilaterais entre a República  da Abecásia e da Venezuela. Venezuela reconheceu a Abecásia, juntamente com a Ossétia do Sul, em 10 de Setembro de 2009, quase dez anos depois que o país declarou sua independência da Geórgia em 1999. A Venezuela foi o terceiro estado a reconhecer a Abecásia e a Ossétia do Sul, depois da Rússia e Nicarágua.

## Reconhecimento pela Venezuela da independência da Abecásia
O presidente venezuelano, Hugo Chávez anunciou que seu governo reconhecido a Abecásia e a Ossétia do Sul. Chávez também anunciou que seriam estabelecidas relações diplomáticas formais com as duas repúblicas. As relações entre a Abecásia e a Venezuela já tinha sido bom antes do reconhecimento. Deputado da Assembléia Nacional da Venezuela Luis Tascón Gutiérrez visitou Abecásia em novembro de 2006 e declarou que Abecásia seriam amigos da Venezuela e que a Venezuela apoiaria sua busca pela independência. Presidente Chávez também defendeu o reconhecimento da Rússia da Abecásia e da Ossétia do Sul em agosto de 2008, afirmando que "a Rússia reconheceu a independência da Abecásia e da Ossétia do Sul. Apoiamos a Rússia. A Rússia é certo e está defendendo seus interesses." 
Após o anúncio do reconhecimento, o presidente da Abecásia, Sergei Bagapsh respondeu: "Nós sempre olhamos para a Venezuela e alguns outros países latino-americanos com a esperança" . Uma delegação da Abecásia está agora em Caracas depois de visitar Cuba e Nicarágua, onde receberam uma recepção calorosa e apoio.. "O Ministério das Relações Exteriores georgiano condenou a decisão do governo venezuelano, referindo-se ao presidente Chávez como um "ditador" em uma declaração oficial feita mais tarde no mesmo dia.

## As relações diplomáticas e troca de embaixadores
Abecásia e Venezuela estabeleceram relações diplomáticas em nível de embaixadores. Embaixador venezuelano na Abecásia é residente em Moscou.
Em 11 de Julho de 2010, Embaixador Extraordinário e Plenipotenciário da República da Venezuela Hugo Jose Garcia Hernandez apresentou suas credenciais ao ministro dos Negócios Estrangeiros da Abecásia Maxim Gvinjilia, e em 12 de julho, o presidente Bagapsh. Em um documento formal sobre o estabelecimento de relações diplomáticas ao nível de embaixadores, foi assinado em 23 de julho, durante uma visita de Estado do presidente Bagapsh na Venezuela. Em 6 de dezembro, Embaixador Extraordinário e Plenipotenciário da República da Abecásia Zaur Gvazava apresentou suas credenciais ao vice-presidente Elias Jaua da Venezuela.

Em 3 de Setembro de 2015, o novo embaixador da Venezuela Juan Vicente Paredes Torrealba apresentou suas credenciais ao ministro das Relações Exteriores Viacheslav Chirikba e o presidente Raul Khajimba.

## Outras reuniões
Um encontro entre vice-chanceleres dos dois governos "em setembro de 2009 supostamente centrada na cooperação política e econômica. da Abecásia pediu que a Venezuela criar uma plataforma para fazer lobby junto ao reconhecimento da independência da Abecásia na América Latina. 

De 21 a 25 de julho de uma delegação chefiada pelo presidente da Abecásia Bagapsh visitou a Venezuela depois de uma estadia semelhante na Nicarágua, juntamente com uma delegação similar da Ossétia do Sul. A visita teve como objetivo promover o reconhecimento internacional e ampliar as relações dentro da América Latina e do Caribe. O primeiro-ministro Sergei Shamba da Abecásia disse: "Nós acreditamos que os países que respeitam a autoridade de Chávez como um líder regional vai seguir o exemplo." Em 22 de julho, os presidentes da Abecásia e da Ossétia do Sul foram declarados convidados de honra da Venezuela e simbolicamente recebeu as chaves da cidade de Caracas. Em 23 de julho acordos foram assinados no início de uma cooperação, no estabelecimento de relações diplomáticas, na amizade e na cooperação e no diálogo político. Presidente Bagapsh também convidou PDVSA para investir na Abecásia - isso foi visto como uma tentativa de diminuir a dependência da Abecásia para a Rússia. Os acordos de cooperação foram ratificados pela Assembleia Nacional da Venezuela em 14 de outubro. O tratado de cooperação e amizade veio formalmente em vigor em 29 de Outubro de 2012. 